# 18-as busz (Budapest)
A budapesti 18-as jelzésű autóbusz Óbuda, Szentlélek tér és Solymár, Auchan áruház között közlekedett. A vonalat a Budapesti Közlekedési Zrt. üzemeltette.

## Története
1929. augusztus 17-én új autóbuszjárat indult 18-as jelzéssel az Aréna (Dózsa György) út – Ajtósi Dürer sor – Stefánia út – Hungária körút – Ferenc József laktanya (a mai Kerepesi út kereszteződése) útvonalon. 1930. október 4-én útvonalát hathetes próbaidőre a Hungária körút – Hős utca – Pongrác út nyomvonalon a kőbányai Liget térig hosszabbították. 1931. október 25-én megszüntették, majd november 7-én újraindították a Ferenc József laktanyáig. 1936. december 14-étől a Thököly út – Ferenc József laktanya nyomvonalon közlekedett. 1939 szeptemberétől több alkalommal szünetelt a közlekedése, 1941. október 15-én véglegesen megszüntették.
A számjelzést következőleg az óbudai Vörösvári út és Üröm vasúti megállóhely között 1947. július 14-én elindított viszonylat kapta meg. 18A jelzéssel betétjárat is létesült, ami a megszűnő T busz helyett közlekedett a Vörösvári út és az Óbudai temető között. Egy évvel később már a Flórián tértől, a Miklós utcai végállomásról indultak. Az 1950-esek évektől Pilisborosjenő, Téglagyárig közlekedett, a 18A-t pedig Üröm vasúti megállóhelyig hosszabbították. 1972. december 23-án Óbuda, Korvin Ottó térig (ma Szentlélek tér), 2005. november 15-én pedig Solymár, Auchan áruházig hosszabbították. 2004. február legvégén és március elején csőtörés miatt a 18-as buszok három szakaszra osztva, Szentlélek tér és Gábor Dénes főiskola között 18A, Gábor Dénes Főiskola és Üröm, vasútállomás között 18B (kisbusz üzemben), Üröm, vasútállomás és Pilisborosjenő, Téglagyár között 18C jelzéssel közlekedtek egy hétig. 2008. szeptember 5-én a 18-as és a 18A busz is megszűnt, helyettük a 218-as busz közlekedik.

## Útvonala
| Solymár, Auchan áruház felé | Óbuda, Szentlélek tér felé |
| --- | --- |
| Óbuda, Szentlélek tér – Tavasz utca – Flórián tér – Vörösvári út – Bécsi út – Külső Bécsi út – Pilisborosjenő, Téglagyári tér – Külső Bécsi út – Solymár, Auchan áruház vá. | Solymár, Auchan áruház vá. – Külső Bécsi út – Bécsi út – Vörösvári út – Serfőző utca – Árpád fejedelem útja – Óbuda, Szentlélek tér |

## Megállóhelyei
Az átszállási kapcsolatok között az azonos útvonalon közlekedő 18A busz nincsen feltüntetve.
| 0 | Óbuda, Szentlélek tér végállomás                    | 23 | Szentendrei HÉV Budapest–Esztergom (ideiglenes terelés 2008 nyarán és őszén) 34, 37, 42, 106, 137 1, 1A |
| ∫ | Serfőző utca                                        | 22 | 37, 137 1, 1A                                                                                           |
| 2 | Flórián tér                                         | 20 | 6, 34, 37, 42, 86, 106, 137 1, 1A 800, 801, 805, 810, 820, 830, 832, 840                                |
| 3 | Vihar utca (↓) Szőlő utca (↑)                       | 19 | 37, 137                                                                                                 |
| 4 | Óbudai rendelőintézet                               | 18 | 37, 60, 137, Békás 1, 1A 820, 830, 832, 840                                                             |
| 5 | Bécsi út (Vörösvári út) (↓) Vörösvári út (↑)        | 17 | 37, 60, 137, Békás 1, 1A, 17 800, 801, 805, 810, 820, 830, 832, 840                                     |
| ∫ | Laborc utca                                         | 16 | 60 |
| 6 | Orbán Balázs út                                     | 15 | 60 820, 830, 832, 840                                                                                   |
| 7 | Bojtár utca                                         | 15 | 60, 118 820, 830, 832, 840                                                                              |
| 8 | Kubik utca                                          | 14 | 60, 118                                                                                                 |
| 9 | Óbudai temető                                       | 13 | 60, 118, Békás 820, 830, 832, 840                                                                       |
| 10 | ATI                                                 | 12 | |
| 11 | Bóbita utca                                         | 12 | 800, 801, 805, 810, 820, 830, 832, 840                                                                  |
| 12 | Gábor Dénes Főiskola (↓) Sorompó (↑)                | 11 | |
| 13 | Ürömhegyi út                                        | 10 | |
| 14 | Üröm vasúti megállóhely                             | 9  | 800, 801, 805, 810, 820, 830, 832, 840 Budapest-Üröm                                                    |
| 15 | Tücsök utca                                         | 8  | |
| 16 | Solymár, Téglagyári bekötőút                        | 7  | 820, 830, 832, 840                                                                                      |
| Budapest–Pilisborosjenő közigazgatási határa                                                                 |                                                     |    | |
| 17 | Külső Bécsi út 35.                                  | 6  | |
| 18 | Kövesbérci utca                                     | 5  | |
| 19 | Pilisborosjenő, Téglagyári tér vonalközi végállomás | ∫  | 820, 830, 832, 840                                                                                      |
| Pilisborosjenő–Solymár közigazgatási határa                                                                  |                                                     |    | |
| Hajnalban, éjszaka és ünnepnapokon Solymár, Szarvas és Solymár, Auchan áruház megállóhelyeket nem érintette. |                                                     |    | |
| 20 | Solymár, Szarvas                                    | 3  | 820, 830, 832, 840                                                                                      |
| 23 | Solymár, Auchan áruház végállomás                   | 0  | 830 |